# 장성초등학교 (경북)
장성초등학교는 대한민국 경상북도 포항시 북구에 있는 초등학교다.

## 학교 연혁
- 1991.12.30 장성초등학교 설립 인가
- 1994.01.27 교사 준공
- 1994.03.02 장성국민학교로 개교(30개 학급)
- 1994.09.20 교사 13개 교실 증축
- 1994.11.15 급식소 준공
- 1995.03.01 병설 유치원 개원
- 1996.03.02 장성초등학교로 개칭
- 1997.03.01 장량초등학교 개교와 함께 분리 이관
- 1997.10.02 열린교육 협력 학교 공개
- 1999.03.02 특수학급 신설(1학급)
- 2000.03.01 병설 유치원 1학급 증설
- 2005.03.01 장원초등학교와 장흥초등학교 개교와 함께 분리 이관
- 2008.03.02 16학급 편성(도움반 1학급)/유치원 2학급
- 2008.06.09 해맞이초등학교 개교와 함께 분리 이관
- 2008.09.01 19학급 편성(도움반 1학급)/유치원 2학급
- 2008.09.01 제8대 김경환 교장 취임
- 2009.03.02 24학급 편성(도움반 1학급)/유치원 2학급
- 2010.02.18 제16회 졸업식(남: 63명, 여: 73명, 총: 136명)
- 2010.03.02 25학급 편성(도움반 1학급)/유치원 2학급
- 2011.02.16 제17회 졸업식
- 2011.03.01 제9대 신호근 교장 취임
- 2011.03.02 25학급 편성(도움반 2학급)/유치원 2학급
- 2012.02.15 제18회 졸업식
- 2013.03.01 제10대 윤시오 교장 취임
- 2014.02.21 제20회 졸업식
- 2014.03.02 25학급 편성(도움반 2학급)/유치원 2학급
- 2015.03.01 제11대 박정순 교장 취임
- 2015.03.02 25학급 편성(도움반 2학급)유치원3학급